# Естель Гарріс
Естель Гарріс (англ. Estelle Harris, нар. 22 квітня 1928, Нью-Йорк, США — пом. 2 квітня 2022, Палм-Дезерт, Каліфорнія, США) — американська акторка кіно, телебачення, озвучення та комік. Легко впізнається за своїм відмінним, високим голосом. Найбільш відома своїми ролями як Естель Костанса в телесеріалі «Сайнфелд», озвученням Mrs. Potato Head в серії мультфільмів «Історія іграшок», та Мюріель у «The Suite Life Zack & Cody».

## Життєпис
Естель Нуссбаум народилася 4 квітня 1928 ріку в Мангеттені (штат Нью-Йорк, США). Її батьки, Айзек та Анна Нуссбаум, були емігрантами до США польсько-єврейського походження.
З 1958 року Естель одружена з Саєм Гаррісом. Від нього Естель народила трьох дітей. У 1977 році Естель розпочала свою кінокар'єру під прізвищем чоловіка — Гарріс.

## Вибрана фільмографія
| Рік       |    | Українська назва                   | Оригінальна назва               | Роль                        |
| --------- | -- | ---------------------------------- | ------------------------------- | --------------------------- |
| 1984      | ф  | Одного разу в Америці              | Once Upon a Time in America     | Тельма                      |
| 1984      | мф | Історія іграшок 2                  | Toy Story 2                     | місіс Картоплина            |
| 1987      | с  | Одружені... та з дітьми            | Married... with Children        | Делайла                     |
| 1992      | с  | Закон і порядок                    | Law & Order                     | місіс Лінн Рахлін           |
| 1992      | с  | У захваті від тебе                 | Mad About You                   | мати Тельма                 |
| 1992—1998 | с  | Сайнфелд                           | Seinfeld                        | Естель Костанца             |
| 1995      | с  | Чиказька надія                     | Chicago Hope                    | Тельма Джонсон              |
| 1995      | мс | Аладдін                            | Aladdin                         | додаткові голоси            |
| 1995      | мс | Король Лев: Тімон і Пумба          | The Lion King's: Timon & Pumbaa | мати Тімона                 |
| 1996      | с  | Зоряний шлях: Вояджер              | Star Trek: Voyager              | літня жінка                 |
| 1998      | тф | Возз'єднання сімейки Адамсів       | Addams Family Reunion           | прабабуся Даліла Адамс      |
| 1998      | мс | Дика сімейка Торнберрі             | The Wild Thornberrys            | Ігуана / Черепаха           |
| 1999      | ф  | Щаслива пропажа                    | Lost & Found                    | місіс Стаблфілд             |
| 2000      | с  | Провіденс                          | The Wild Thornberrys            | Дарлін                      |
| 2001      | ф  | Спитайте Сінді                     | Good Advice                     | Айріс                       |
| 2001      | с  | Сабріна — юна відьма               | Sabrina, the Teenage Witch      | Дора                        |
| 2001      | мс | Дітки з класу 402                  | The Kids from Room 402          | тітка Кукі                  |
| 2001      | мс | Сім'янин                           | Family Guy                      | мати Смерті                 |
| 2003      | мф | Братик ведмедик                    | Brother Bear                    | стара ведмедиця             |
| 2004      | мф | Вдома на пасовищі                  | Home on the Range               | Одрі                        |
| 2004      | мс | Кім Всеможу                        | Kim Possible                    | мама Ліпські                |
| 2005      | мф | Тарзан 2                           | Tarzan II                       | мама Ґунда                  |
| 2005      | с  | Філ з майбутнього                  | Phil of the Future              | старша Пім                  |
| 2005—2008 | с  | Все тіп-топ, або життя Зака і Коді | The Suite Life of Zack & Cody   | Мюріель                     |
| 2006      | мф | Дивна качка                        | Queer Duck                      | Катерина Дакштейн           |
| 2006      | с  | Швидка допомога                    | ER                              | Дон Маркович                |
| 2007      | с  | АйКарлі                            | iCarly                          | Лідія Гальберштадт          |
| 2009      | мс | Американський тато!                | American Dad!                   | дружина Марті               |
| 2009      | с  | Угамуй свій запал                  | Curb Your Enthusiasm            | Естель Костанца / сама себе |
| 2009—2014 | мс | Фенбой і Чам Чам                   | Fanboy & Chum Chum              | мати Оза                    |
| 2010      | мф | Історія іграшок 3                  | Toy Story 3                     | місіс Картоплина            |
| 2010      | с  | У Сонні є шанс                     | Sonny with a Chance             | Ґрейс Ґаллагер              |
| 2012      | мс | Футурама                           | Sonny with a Chance             | Велма Фарнсворт             |
| 2014—2015 | мс | Джейк і пірати з Небувалії         | Jake and the Never Land Pirates | Пег                         |
| 2019      | мф | Історія іграшок 4                  | Toy Story 4                     | місіс Картоплина            |